# Parti marxiste-léniniste (Reconstruction communiste)
 (juin 2020).
Le Parti marxiste-léniniste (Reconstruction communiste) est un parti politique espagnol d'idéologie marxiste-léniniste créé en 2009 sous le nom de Reconstruction communiste. Il est présent dans la plupart des communautés autonomes espagnols, principalement en Catalogne, en Communauté Valencienne et à Madrid. Son secrétaire général est Roberto Vaquero.
Au niveau international, ils jugent nécessaire la reconstruction d'une Internationale communiste, à l'image de la Troisième Internationale.

## Histoire

### Fondation
L'histoire du parti commence en 2009, sous le nom de Reconstruction communiste. Issu de militants venant de diverses autres organisations, dont le PCPE, il forme une organisation indépendante. En 2013, le PML (RC) a tenu son III Congrès, se constituant en parti politique.

### Interdiction temporaire du Parti
En décembre 2014, deux militants de la PML (RC) se portent volontaires pour le Bataillon international de libération afin de participer au conflit syrien du côté des kurdes contre l'État Islamique.
Après leur retour en Espagne en juillet 2016, ils ont été arrêtés et accusés d'intégration au Parti des travailleurs du Kurdistan (PKK), alors considéré comme une organisation terroriste par l'Union européenne. Niant les accusations, ils affirment dans leur déclaration avoir collaboré personnellement avec les YPG. Le 27 janvier 2016, l'opération Valle est lancée, ordonnée par le tribunal d'instruction n ° 6 de l'Audience nationale, sur instruction du juge Eloy Velasco. Huit militants du PML (RC) et un citoyen d'origine kurde sont arrêtés, accusés d'organisation criminelle et de collaboration avec une organisation terroriste,.
Outre les arrestations, l'Audience nationale considère l'interdiction du PML (RC) comme une mesure de précaution pour un an, la fermeture de tous ses locaux et l'entrée en prison du citoyen d'origine kurde et de deux militants du parti, dont le secrétaire général Roberto Vaquero, placé à l'isolement pendant près de deux mois, jusqu'à sa libération faute de preuves. Actuellement, tous les accusés sont en liberté provisoire, trois d'entre eux sous caution.

### Activité après la levée de l'interdiction
À la fin de l'année de mesure de précaution, qui ne fut pas prolongée par le l'Audience Nationale, le PML (RC) a été acquitté de toutes les charges qui lui étaient reprochées, reprenant son activité publique en organisant un défilé en commémoration de la République le 8 avril 2017, défilé qui deviendra une tradition du parti tous les 8 avril, où plusieurs centaines de militants se réunissent.
Le parti c'est grandement développé à la suite de son retour à la légalité grâce à des organismes qu'il a contribué à créer telle que le Frente Obrero (FO), regroupant quelques milliers d'adhérents.
Nous pouvons y ajouter le syndicat Frente Obrero en Lucha (FOL), qui s'est particulièrement étendu depuis le début de la crise sanitaire, principalement auprès des travailleurs de l'Aéroport de Barajas avec qui un certain nombre d'actions ont été réalisées.
Par ailleurs, avec leur syndicat étudiant Estudiantes en Lucha, qui c'est lui aussi développé à la suite de la levée de l'interdiction, le PML (RC) a obtenu un certain nombre d'élus dans les universités de Madrid et de Valencia. Dans ces universités, en plus des universités de Murcia et de Barcelone, une large partie des protestations étudiantes récentes sont organisées par eux, principalement pour pointer du doigt les inégalités engendrées par la pandémie de Covid-19 ou encore le discours des différents nationalismes présents en Espagne.
Enfin, nous pouvons citer les activités réalisées à travers d'associations telles que le Banco Obrero ou la Esperanza Obrera. En effet, cette dernière a été amplement médiatisée de par ses actions ; cette association, afin de loger des sans-abris et avoir un point fixe à travers lequel distribuer des milliers de sacs de nourritures aux habitants les plus précaires de Valencia tout en critiquant le gouvernement, a occupé un bâtiment du gouvernement régional de Valencia en plein centre-ville.
Le PML (RC) et son secrétaire général, Roberto Vaquero, sont aussi très actifs dans la diffusion idéologique à travers la chaîne Youtube Formación Obrera et la publication de livres tels que Historias de la España revolucionaria, Manual de Introduccion al Comunismo ou Résistance et lutte contre le postmodernisme à travers lesquels ils maintiennent une critique très dure sur ce qu'ils considèrent comme étant du révisionnisme et le postmodernisme idéologique.

## Idéologie
Le PML (RC) a le marxisme-léninisme comme idéologie, prenant comme l'un de ses principaux objectifs la lutte contre le révisionnisme, il a pour figure Marx, Engels, Lénine, Staline, et Enver Hoxha. Cette lutte est palpable à la fois dans leurs documents et dans les livres et articles préparés par les militants du parti, notamment à travers leur revue théorique.
En même temps, au niveau international, en raison des conditions matérielles existantes, ils considèrent nécessaire la reconstruction d'une Internationale Communiste, semblable à la Troisième Internationale.

## Controverses
La PML (RC) a été critiquée pour avoir développé une ligne politique jugée comme étant agressive. À cette idée contribuent les camps d'été de ce parti où avec des formations à l'idéologie marxiste-léniniste sont également réalisés des sports de combat. À cela s'ajoute la participation controversée de ce parti politique à la lutte contre l'État Islamique en Syrie qui a abouti en la condamnation de plusieurs membres de ce parti pour appartenance à un groupe criminel mais laissant le PML (RC) exempte de toute responsabilité pénale.
Paco Arcadio, l'un des brigadistes du PML (RC), qui est allé combattre l'État islamique en Syrie, a fini par rompre ses liens avec l'organisation durant le processus au cours duquel le PML (RC) a été temporairement interdit pour suspicion de terrorisme après avoir combattu DAESH en Syrie[réf. nécessaire]. Arcadio est devenu un informateur de la police lors de la procédure judiciaire, sa peine a donc été réduite[réf. nécessaire]. Selon le résumé de la procédure contre le PML (RC), dans le cadre de sa défense, Arcadio a accusé l'organisation de collaborer avec des organisations terroristes dans le cadre de leur lutte contre le DAESH et d'exercer des pressions contre sa personne après avoir quitté le parti, ces accusations ont été rejetées par l'Audience nationale espagnole.